# Nyelvi univerzálé
A nyelvészetben a nyelvi univerzálé olyan törvényszerűség jellegű kategória, vonás, viszony, tendencia, amelyeket minden emberi nyelvben meglévőnek tartanak, bár a nyelvek nagyon különbözőek számos tekintetben.
Vannak fonológiai, fonetikai, nyelvtani, szemantikai, lexikai, pragmatikai, stilisztikai stb. univerzálék, tehát a nyelv mindegyik területén megtalálhatók.
Már az ókorban Arisztotelész gondolatában felmerült, hogy minden nyelv közös elveken alapszik. Ő alapozta meg az általános grammatikát, azon igyekezve, hogy elméletet dolgozzon ki a mondatról mint a formális logika aspektusáról. A középkorban (13–14. század) a skolasztikusok a nyelvi univerzalizmus első képviselőiként azt vallották, hogy a gondolkodás alapvetően meghatározza a nyelvet, tehát, mivel minden ember ugyanúgy (racionálisan) gondolkodik, a nyelvek között csakis felszíni különbségek lehetnek, míg lényegileg egyformák. Az általános grammatika gondolata újból megjelent a 17. században, amikor egy francia grammatika fejtette ki, abból kiindulva, hogy az emberi nyelv mint a gondolat tükörképe ítéleteket fejez ki, ami a különféle nyelvekben egyetemes logikai sémák szerint valósul meg.
Az univerzálék kutatása iránti érdeklődés 1960 után erősödött fel, főleg Joseph Harold Greenberg  amerikai nyelvész kutatásaival, majd többek között Noam Chomsky amerikai nyelvész, az univerzális grammatikára vonatkozó munkáival, a generatív grammatika  nagyobb keretén belül. Ezek a kutatások fontosak a nyelvtanulás folyamatának megvilágosítása érdekében, és a gépi fordítás terén.
A nyelvi univerzálék megállapítására két mód van. Az egyik empirikus. Ezzel az általánosítások nagyon nagy számú nyelv elemzésén és összehasonlításán alapszanak, amelyek körét bármikor ki lehet bővíteni újabb nyelvek felfedezése és összehasonlításba való bevonása nyomán. A másik mód Chomskytól származik. Ez kisebb számú nyelvből indul ki, amelyek alapján olyan nyelvi modellt igyekeznek kikövetkeztetni, amely minden nyelv leírására alkalmas. Ez a modell egyetemes elvek és szabályok tárát tartalmazza, valamint alapkategóriák tárát.
Az univerzálék kutatása karöltve halad a nyelvtipológiáéval, mivel a tipológiai paraméterek kiválasztása az egyetemes kategóriák és tulajdonságok tárából történik.

## Az univerzálék létének magyarázata
A nyelvi univerzálék létének megmagyarázására több feltételezés létezik.
Ezek egyike az összes nyelv egyetlen alapnyelvből való származásának elmélete keretében jelent meg. E szerint mindegyik nyelv ennek tulajdonságait örökölte volna.
Egy másik feltételezés a nyelvek közötti kapcsolatoknak tulajdonítja az univerzálékat.
Egy újabb elmélet az összes ember közös, veleszületett genetikai adottságaival magyarázza az univerzálékat. Ezekkel lenne magyarázható, hogy a gyerekek könnyen, természetes úton, csupán beszélőikkel való interakciók révén tanulják meg az anyanyelvüket és idegen nyelveket is.
Radikálisabb változata ennek az elméletnek Chomsky „veleszületett grammatika” elmélete, amely szerint az ember olyan jellegzetes genetikai programmal rendelkezik, amely meghatározza nyelvi képességeinek fejlődését.
Kevésbé radikális változata ugyanannak az elméletnek a közös anatómiai és kognitív (a megismerést lehetővé tevő) tulajdonságokat hangsúlyozza ki. Például az előbbiek határozzák meg azt, hogy a beszédhangok úgy képződnek, hogy magánhangzók is és mássalhangzók is vannak mindegyik nyelvben.
A kognitív tulajdonságok a már régen megállapított nyelv–gondolat viszonyra, a nyelv egyetemes neuropszichikai determináltságára és a nyelv használatára mint jellegzetes emberi tevékenységre vonatkoznak, amelyeknek ugyanazok a funkcióik mindegyik nyelvben és mindegyik kommunikációs aktusban.
Egy másik feltételezés funkcionális. Azzal magyarázza az univerzálékat, hogy nélkülük túl nehéz lenne az összes ember számára a megnyilatkozások produkálása és értelmezése a meglévő anatómiai és kognitív tulajdonságaikkal. Például a magánhangzók és a mássalhangzók megléte mindegyik nyelvben azzal lenne magyarázható, hogy egy olyan nyelvet, amelyben csak mássalhangzók lennének, nehéz lenne hallani, mivel ezek a hangok kevésbé hangosak, mint a magánhangzók. Egy olyan nyelv is elégtelen lenne, amely csak magánhangzókkal rendelkezne, mert az ember csak nagyon kevés magánhangzói minőséget képes megkülönböztetni.

## Univerzálétípusok
Az univerzálék tipológiája és az univerzálékként elismert nyelvi jelenségek kutatók szerint különböznek.

### Abszolút és relatív univerzálék

#### Abszolút univerzálék
Abszolút univerzáléknak azokat tekintik, amelyek minden nyelvben megvannak. Ezek között egyesek a nyelv egészére, mások csak az egyik vagy több területére vonatkoznak, de nem az összesre.
Néhány abszolút univerzálé az alábbi.
Szükséges viszony van jelölő (nyelvi forma) és jelölet (nyelven kívüli entitás) között.
A nyelvi jelek önkényesek és konvencionálisak, azaz nincs természetes, ok–okozati kapcsolat a jelek formája és jelentése között, bár ettől vannak ugyancsak univerzális kivételek is (lásd lentebb).
Minden nyelvnek van egy kettős tagolásnak (artikulációnak) nevezett tulajdonsága, azaz van egy nem jelölő artikulációs szintje (a fonémáké) és egy első jelölő artikulációs szintje, amely a fonémák egy fokkal magasabb szintű egységekre, a morfémákra való elrendezéséből áll.
A nyelveknek van egy áthelyezhetőségnek nevezett univerzális tulajdonsága, az, hogy képzeletbeli, múltbeli, jövőbeli stb. dolgokra is tudnak utalni.
A nyelveket nyitottság jellemzi, azaz a bennük használt jelek készlete bővíthető.
A nyelv eszközeinek, jeleinek segítségével új, korábban nem létezett megnyilatkozások is alkothatók, amely tulajdonságot szerkeszthetőségnek vagy kreativitásnak neveznek.
Kevésbé általános, csak a nyelvek fonológiai rendszerére vonatkozó abszolút univerzálé az, hogy minden nyelvben vannak magánhangzók és mássalhangzók.

#### Relatív univerzálék
A relatív univerzálék egyes szerzők szerint olyan, a nyelvekben meglévő általános tendenciák, amelyektől egyes nyelvek kivételek, mások szerint olyan tulajdonságok, amelyek minden nyelvben megvannak az aktuális ismeretek alapján, de általánosságukat megcáfolhatják utólagos felfedezések.
A relatív univerzálék gyakran statisztikai univerzálék alakjában jelennek meg. Ezek egyike az, hogy nazális hangok csaknem minden nyelvben vannak.
A relatív univerzálék egy másik alakja az implikációs univerzáléké, amelyeket például „ha X, akkor Y” alakban fogalmaznak meg. Példa erre az az univerzálé, hogy ha egy nyelvnek egy bizonyos szórendje van, akkor egy bizonyos igei szerkezete is van. Egy másik implikációs megfogalmazás „ha egy nyelvben megvan az A tulajdonság, akkor megvan benne a B tulajdonság is, de ez nem szükségesen van így fordítva is”. Például ha egy nyelvben megvannak a /v/ és /z/ zöngés réshangok (frikatív mássalhangzók), akkor megvannak benne az /f/ és /s/ zöngétlen réshangok is, de ez nem szükségesen van így fordítva is. Valóban, sok nyelvben vannak zöngétlen réshangok, de nincsenek zöngések is. Egy másik implikációs univerzálé az, hogy ha egy nyelvben van duális szám, akkor van többes szám is, de ez nem szükségesen van így fordítva is.
Statisztikai implikációs univerzálék is vannak, mint amilyen az, hogy ha egy nyelvben az állítmány az alany és a tárgy között helyezkedik el, akkor a jelzői mellékmondat szabály szerint a jelzett főnév után van, pl. (angolul) The cat caught the mouse ’A macska megfogta az egeret’, illetve the cat that caught the mouse ’a macska, amelyik megfogta az egeret’. Ellenben a kínai és néhány más nyelvben ez nincs így, hanem a jelzői mellékmondatot a főnév elé helyezik.

### Érdemi és formális univerzálék
Érdemi univerzálék példái a fonológia terén a „magánhangzó” és a „mássalhangzó” kategóriák, a grammatika terén pedig a szintaktikai „alany”, „állítmány”, „tárgy”, vagy az alaktani „ige” és „főnév” kategóriák.
A formális (vagy viszonybeli) univerzálék a kötelező nyelvi viszonyokra vonatkoznak. Ilyen például a paradigmatikus–szintagmatikus viszony. Minden nyelvben, minden nyelvi egység a nyelv területétől (fonológiai, grammatikai stb.) függetlenül egy időben szintagmatikus és paradigmatikus viszonyban áll más nyelvi egységekkel. Ez azt jelenti, hogy vízszintesként elképzelhető irányban más egységekkel kapcsolódik össze (szintagmatikus viszony) és ugyanakkor elképzelhető függőleges irányban elhelyezhető egységekkel helyettesíthető (paradigmatikus viszony). Például egy ige mondatban állítmány lehet, azaz szintagmatikus viszonyban áll a mondat többi részével, és ugyanakkor más olyan igékkel helyettesíthető, amelyekkel paradigmatikus viszonyban van, azaz ezekkel is a mondat jelentési és grammatikai szempontból helyes marad.

### A nyelv területei szerint

#### Fonológiai és fonetikai univerzálék
Érdemi fonológiai univerzálé például az, hogy minden nyelvben vannak magánhangzók és mássalhangzók. Az egyik implikációs univerzálé az, hogy mindegyik olyan nyelvben, amelyben vannak zár-réshangok (affrikáták), vannak réshangok (frikatívák) is.
Statisztikai fonológiai univerzálé az, hogy a nyelvek nagy többségében kevesebb magánhangzó van, mint mássalhangzó. Az egyetlen ismert kivétel a brazíliai xavante nyelv, az ő 13 magánhangzójával és 13 mássalhangzójával.
A magánhangzók terén több univerzálé is van:
- Az ismert nyelvek között nincs olyan, amelyben háromnál kevesebb magánhangzó lenne. Ezek /i/, /u/ és /a/, több esetleges allofónjukkal. Ennyi van például a Marokkóban beszélt arab nyelvben. Nem ismert 46 magánhangzónál többel rendelkező nyelv sem.
- A három magánhangzós nyelvekben nyíltsági fokuk szerint két zárt van (/i/, /u/) és egy nyílt (/a/). Képzésük helye szerint egy elöl képzett (/i/), egy hátul képzett (/u/) és egy ebből a szempontból semleges (/a/).
- Egyéb univerzális tendenciák az alábbiak:
  - A megkülönböztetések száma nagyobb a zártabb magánhangzók között, mint a nyíltabbak között.
  - Az elöl képzett magánhangzók inkább ajakkerekítés nélküliek, miközben a hátul képzettek inkább ajakkerekítésűek, kivéve a nyílt hátul képzetteket, amelyek inkább ajakkerekítés nélküliek.

A mássalhangzók terén is vannak univerzálék, például:
- Mindegyik nyelv megkülönbözteti a labiálisokat (az ajkakkal képzetteket) a linguálisoktól (a nyelvvel képzettektől), és nagyon kevés kivétellel a nyelv elülső részével képzetteket a nyelv hátulsó részével képzettektől.
- A bilabiálisok (a mindkét ajakkal képzettek) és a labiodentálisok (a nyelv és a fogak részvételével képzettek) közötti megkülönböztetés sohasem az egyedüli, amely megkülönböztet két fonémát.
- A nyelv elülső része több mássalhangzók közötti különbséget produkál, mint a nyelv hátulsó része és az ajkak.

Fonotaktikai univerzálék is vannak, például olyanok, amelyek a lehetséges szótagszerkezetekre vonatkoznak:
- Mindegyik nyelvben vannak nyílt szótagok (magánhangzóra (V) végződőek), de nem szükségszerűen zárt szótagok is (mássalhangzóra (C) végződőek).
- Mindegyik nyelvben vannak C-vel kezdődő szótagok, de nem szükségszerűen C nélkül kezdődőek is.
- Mindegyik olyan nyelv, amelyben van VC szerkezetű szótag, van CVC és V szótag is, az egyetemes CV mellett.

A szavak hangzó alakja rendszerint egyetemesen önkényes (konvencionális), de vannak egyetemes kivételek is. Ilyenek például azok az artikulálatlan hangos emberi megnyilvánulások, amelyek egyes szerzők szerint az indulatszókhoz sorolt mondatszók, például a kérdő hanglejtésű, az angol nyelvben hm-ként vagy hng-ként átírtak. Ilyenek egyes hangutánzó szók is, pl. bzzzz, valamint a különböző nyelvekben a mama magyar szónak megfelelők, és hasonlóan hangzók, mivel a kisgyerek artikulálatlan megnyilvánulásából származnak.
Vannak olyan egyetemes jelenségek is, amelyek a hang szimbolizmusához tartoznak. Például az elöl képzett /i/ általában kicsiséget (pl. angol little ’kicsi’, mini) és térbeli közelséget fejez ki (this ’ez’), miközben a hátul képzett /o/ és /a/ nagyságot (large ’nagy’, vast ’hatalmas’) vagy távolságot. A angoltól nagyon különböző magyar nyelvben is hozzávetőlegesen ugyanaz a szimbolizmusa észlelhető a közelség–távolságnak: ez vs. az itt vs. ott, ide vs. oda, ilyen vs. olyan, efféle vs. afféle, ekkora vs. akkora, ennyi vs. annyi.

#### Grammatikai univerzálék
A grammatikai univerzálék egyike egyes szófajok megkülönböztetése, bár nincsenek pontosan elhatárolva egymástól. Például minden nyelvben vannak indulatszók, hangutánzó szók és artikulálatlan hangos megnyilvánulások. Továbbá csaknem minden nyelvben vannak főnevek, azaz olyan szavak, amelyek jellegzetesen élőlényeket, tárgyakat és elvont fogalmakat neveznek meg, valamint igék, amelyek jellegzetesen eseményeket fejeznek ki.
Alaktani univerzáléra példa a duális és a többes szám közötti viszony.
Szintaktikai univerzálék a fentebb említett paradigmatikus–szintagmatikus viszony, az „alany”, „állítmány”, „tárgy” kategóriák megléte, vagy az állítmány helye és a jelzői mellékmondat helye közötti viszony.

#### Lexikai univerzálék
Ezek az univerzálék általában sem nem abszolútak, sem nem pontosak. Tudvalevő például, hogy minden nyelvben van szó a vízre, de csak többségükben van rá általános szó. Például a japán nyelvben megvan a mizu szó, de csak a hideg vízre, miközben a meleg víz neve o-yu. Egy másik nyelvben, a pápua új-guineai yimasban csak a folyadékra általában van szó, arm, amely jelenthet vizet, kőolajat stb. Következésképpen az általános értelemben vett víz egyetlen szóval való megnevezése statisztikai univerzálé.
A színek neveinek terén azt tapasztalták, hogy vannak olyan nyelvek, amelyekben csak két színre van szó, a feketére és a fehérre, például az indonéziai lani nyelvben. A fehéret jelentő az összes világos és meleg színre (piros, sárga stb.) is használt, a feketét jelentő pedig az összes sötét és hideg színre (zöld, kék stb.) is. Olyan nyelvben, amelyben három színnév van, a harmadik a pirost megnevező. Ha egy nyelvnek négy színneve van, a negyedik vagy a zöldet, vagy a kéket nevezi meg. Öt színneves nyelvben van szó a zöldre is, a kékre is, és így tovább:
| Szavak száma | 2            | 3     | 4               | 5             | 6   | 7     | 10                               |
| Színnevek    | fehér fekete | piros | zöld vagy sárga | zöld és sárga | kék | barna | bíborszín rózsaszín narancssárga |

E tények alapján több univerzálé fogalmazható meg. Az egyetlen, amely nem implikációs az, hogy minden nyelvben van szó a fehérre és a feketére. A többi mind implikációs:
- Olyan nyelvben, amelyben vannak szavak a bíborszínre, a rózsaszínre vagy a narancssárgára, vannak a barnára, a zöldre, a sárgára és a pirosra is.
- Olyan nyelvben, amelyben van szó a barnára, vannak szavak a kékre, a zöldre, a sárgára és a pirosra is.
- Olyan nyelvben, amelyben van szó a kékre, vannak szavak a zöldre, a sárgára és a pirosra is.
- Olyan nyelvben, amelyben vannak szavak a zöldre és a sárgára, van szó a pirosra is.

#### Egyéb típusú univerzálék
A szemantikai univerzálék között vannak az egyetemes szémikus (a minimális jelentési egységekre vonatkozó) vonásokon kívül olyan szemantikai kategóriák is, mint „élő”, „személyes”, „birtoklás” stb.
A pragmatikai univerzálék a beszédaktusokra, a modalitás szerinti mondattípusokra (kijelentő, felszólító, kérdő), a deiktikus (a beszédhelyzetben jelen lévő nyelven kívüli entitásokra rámutató) szavakra, a topik és predikátum szerinti mondatszerkezetre stb. vonatkoznak.
A stilisztikai univerzálék az általános stilisztikai kategóriákat foglalják magukban, mint amilyen a metafora, amely mindegyik nyelvben jelen van a szókészlet gyarapításának szavak jelentésének megváltoztatása útján való egyik eszközeként.